# Montricher-Albanne
Montricher-Albanne è un comune francese di 703 abitanti situato nel dipartimento della Savoia della regione dell'Alvernia-Rodano-Alpi.

## Società

### Evoluzione demografica
Abitanti censiti